# Kabuł-chan
Kabuł-chan (mong. Хабул хан, chiń. 合不勒) - żyjący na przełomie XI i XII wieku pierwszy chan Mongołów. 

## Życiorys
Miał siedmiu synów, z których wywodziły się później najpotężniejsze rody mongolskie. Najstarszym i formalnym dziedzicem jego władzy nad rodem był Ökin Barak, drugim Bartan Dzielny, ojciec Jesügeja Baatura, a dziad Czyngis-chana. Na następcę wyznaczył swego kuzyna Ambakaja.